# Rod Arthur
Rodney „Rod“ Arthur (* 1956 in Morpeth, Vereinigtes Königreich) ist ein britischer Schauspieler.

## Leben
Er ist sowohl beim Theater als auch beim Fernsehen tätig. In den späten 1980er Jahren begann er sein Engagement als Fernsehschauspieler. Nach Nebenrollen in TV-Serien folgte 1989 eine in der Serie Der Doktor und das liebe Vieh.
Einer seiner bekannteren Auftritte ist der als Parkverwalter Bob in der Fernsehserie Prehistoric Park – Aussterben war gestern, die auch im deutschen Fernsehen ausgestrahlt wurde. Neuere Filme mit Arthur sind Trinity von 2009 sowie Gigglebiz von 2011.

## Filmografie (Auswahl)
- 1989: Der Doktor und das liebe Vieh (All Creatures Great and Small, Fernsehserie, 1 Folge)
- 1990: Jim Bergerac ermittelt (Bergerac, Fernsehserie, 1 Folge)
- 1991: Coronation Street
- 1992–1995: Heartbeat (Fernsehserie, 3 Folgen)
- 1999: Silent Witness (Fernsehserie, 1 Folge)
- 2004: Doctors (Fernsehserie, 1 Folge)
- 2005: 55 Degrees North
- 2006: Prehistoric Park – Aussterben war gestern
- 2006: Doctor Who
- 2009: Trinity
- 2011: Gigglebiz
- 2011: Waking the Dead – Im Auftrag der Toten (Waking the Dead, Fernsehserie, 1 Folge)
- 2012: The Life and Adventures of Nick Nickleby
- 2020: Vera – Ein ganz spezieller Fall (Vera, Fernsehserie, 1 Folge)